# Samuel Henrik Antell
Samuel Henrik Antell, född 25 juli 1810 i Rantasalmi, död  31 oktober 1874 i Helsingfors, var en finländsk ämbetsman.
Efter avslutade studier arbetade Antell vid generalguvernören kansli och var borgmästare i Viborg 1845–1854. År 1856 utsågs han till direktör för generalguvernörens kansli och hade i denna roll inflytande över generalguvernören Friedrich Wilhelm Rembert von Berg. År 1858 blev han guvernör (motsvarande landshövding) i Nylands län och 1859 blev han senator i ekonomidepartementet. Efter att Platon Rokassovskij tillträtt som generalguvernör för Finland utsågs han 1862 istället till guvernör för Kuopio län. Han gjorde viktiga insatser särskilt under svältåren 1862 och 1863. År 1866 kallades han att tjänstgöra som chef för Kansliexpeditionen i Kejserliga senaten för Finland. Han deltog i ett flertal råd och kommittéer och som medlem i Skolstyrelsen 1869-1874. Han adlades 21 november 1866 och ätten Antell introducerades på det finska Riddarhuset 15 april 1868. År 1873 fick han geheimeråds titel.
Samuel Henrik Antells föräldrar var godsägaren och regementsskrivaren Samuel Johan Antell (1775–1843) och Maria Elisabet Kyander (1792–1820). Samuel Henrik Antell föddes på Putkisalo herrgård i Rantasalmi. Han gifte sig 1840 med Fanny Alexandra Helena Wallenius (1820–1856) och 1859 med Anna Wilhelmina de la Chapelle (1831–1862). Han var far till översten, senatorn och vice lantmarskalken Kasten Antell (1845–1906).